# Cyprideis stewarti
Cyprideis stewarti är en kräftdjursart som beskrevs av Benson 1959. Cyprideis stewarti ingår i släktet Cyprideis och familjen Cytherideidae. Inga underarter finns listade i Catalogue of Life.